# Volksbank Ruhr Mitte
Die Volksbank Ruhr Mitte eG ist eine deutsche Genossenschaftsbank mit Sitz in Gelsenkirchen. Die Organe und Gremien der Volksbank Ruhr Mitte eG sind der Vorstand, der Aufsichtsrat und die Vertreterversammlung.

## Geschäftsausrichtung
Die Volksbank Ruhr Mitte eG ist ein Allfinanzinstitut und arbeitet mit der Genossenschaftlichen FinanzGruppe Volksbanken Raiffeisenbanken, wie der Bausparkasse Schwäbisch Hall, der R+V Versicherung, der Fondsgesellschaft Union Investment, der easyCredit Teambank AG, der Münchener Hypothekenbank, der DZ HYP sowie dem Spitzeninstitut DZ BANK zusammen. Die Volksbank Ruhr Mitte eG ist Mitglied der Sicherungseinrichtung des Bundesverbandes der Deutschen Volksbanken und Raiffeisenbanken.

## Geschichte
Den Grundstein für die heutige Volksbank Ruhr Mitte eG legten im Jahr 1884 20 Buerer Handwerker, Kaufleute und Landwirte mit der Gründung des Buerer Spar- und Darlehenskassensvereins, eingetragene Genossenschaft. 1911 bezog die Bank ihr erstes eigenes Gebäude in der Hagenstraße, 1972 zog sie um, an den Goldbergplatz, wo sich noch heute ihre Zentrale befindet. Die erste Zweigstelle wurde 1935 als Zahlstelle auf dem Schlacht- und Viehhof Gelsenkirchen eröffnet. Seit 1974 firmierte die Bank als Volksbank eG Gelsenkirchen-Buer. 1986 fusionierte die Bank mit der Volksbank Gelsenkirchen eG, 1989 mit der Volksbank Gladbeck eG, 1990 mit der Volksbank Polsum eG und 2005 mit der Volksbank Herten/Westerholt eG. Nach den Fusionen war die früher ortsbezogene Bank in sieben Städten präsent und damit Regionalbank. Die Vertreterversammlung beschloss deshalb am 14. Mai 2007, der Bank einen Namen zu geben, der ihrer Größe und Bedeutung für die Region gerecht wird und nannte sie in Volksbank Ruhr Mitte eG um.

## Ausbildung
Die Volksbank Ruhr Mitte eG bietet verschiedene Ausbildungsberufe an: die Berufsbilder Bankkaufmann/-frau (m/w/d), Kaufmann/-frau für Büromanagement (m/w/d) sowie Kaufmann/-frau für Dialogmarketing (m/w/d).
Die Ausbildung begleiten verschiedene Projekte, in denen die Auszubildenden praktisch und selbstständig arbeiten sowie eigene Erfahrungen sammeln können. Dazu gehören die „Azubi-Redaktion“ (Auszubildende kümmern sich um „Die Ausbildungsseite“ der Homepage, schreiben Berichte und liefern Gestaltungsentwürfe), die „Jugendberatertage“ (Während eines Projektzeitraums von vier Wochen beraten die Auszubildenden eigenständig junge Kunden), die „Zukunftsbande EmscherLippe“ (Auszubildende geben Schülern der Jahrgangsstufen 9/10/11 aus Schulen der gesamten Emscher-Lippe-Region einen authentischen Einblick in die Berufswelt) sowie der „Social Day“ (Auszubildende packen mit an und engagieren sich vor Ort für soziale und nachhaltige Initiativen).

## Gesellschaftliches Engagement
Die Volksbank Ruhr Mitte eG fördert auf lokaler Ebene zukunftsfähige Projekte und Institutionen aus den Bereichen Kultur, Jugendsport, Bildung und Soziales. Jedes Jahr stellt sie dafür Spenden und Sponsoringmittel in Höhe von über 600.000 Euro bereit.
Im Fokus der Unterstützung stehen Initiativen, die einen Beitrag zu den Zielen des Pariser Klimaabkommens und den UN-Nachhaltigkeitszielen leisten. Wie das Projekt „Wurzeln“, dessen Anliegen es ist, den Wald als CO2-Speicher zu erhalten und für die zukünftigen Generationen zu bewahren. Zusammen mit der Schutzgemeinschaft Deutscher Wald e. V. wollen die Volksbanken Raiffeisenbanken bis 2024 eine Million Bäume in Deutschland pflanzen und dies logistisch mithilfe ökologisch einwandfreier Blockchain-Technologie steuern. Im Jahr 2022 pflanzte die Volksbank Ruhr Mitte 1.000 Setzlinge im Emscherbruch und 10.000 in Sauerland in und um Brilon.